# Juillet 1832

## Événements
- 9 juillet, France : Victor Hugo commence Lucrèce Borgia (premier titre : Le Souper de Ferrare).

- 20 juillet, France : Victor Hugo achève la rédaction de Lucrèce Borgia.

- 22 juillet : le duc de Reichstadt, fils de Napoléon, meurt à Vienne (Autriche) des suites de tuberculose.

- 27 juillet : Othon de Bavière, âgé de 17 ans, est imposé par les puissances comme roi de Grèce (fin en 1862). Il est assisté d’un conseil de régence composé de hauts fonctionnaires bavarois.

## Naissances
- 3 juillet : James Frothingham Hunnewell, marchand, antiquaire et philanthrope américain  († 11 novembre 1910).
- 6 juillet : Maximilien de Habsbourg, Empereur du Mexique († 1867).
- 10 juillet : Alvan Graham Clark (mort en 1897), astronome et fabricant d'optique américain.
- 12 juillet : Henry Seebohm (mort en 1895), industriel anglais, voyageur et ornithologue amateur.
- 14 juillet : Hermanus-Franciscus Van den Anker, peintre néetrlandais († 9 juillet 1883).
- 17 juillet : Gédéon Baril, peintre, écrivain, dessinateur et caricaturiste français († 3 juillet 1906).
- 29 juillet : Luigi Palma di Cesnola (mort en 1904), militaire et archéologue amateur américain d'origine italienne.

## Décès
- 18 juillet : Claude François, marquis de Jouffroy d'Abbans, ingénieur (bateau à vapeur).
- 22 juillet : Napoléon II, « l’Aiglon », fils de Napoléon Bonaparte.
- 23 juillet : Antoine Portal (né en 1742), médecin, anatomiste, biologiste et historien de la médecine français.
- 30 juillet : Jean-Antoine Chaptal (né en 1756), chimiste et homme politique français.